# بیچورا (استان آمور)
بیچورا (به لاتین: Bichura) یک منطقهٔ مسکونی در روسیه است که در استان آمور واقع شده‌است.